# Achatinella caesia
Achatinella caesia е изчезнал вид коремоного от семейство Achatinellidae.

## Разпространение
Този вид е бил ендемичен за хавайския остров Оаху.